# Печерская, Екатерина Анатольевна
Екатерина Анатольевна Печерская (7 октября 1973, Пенза, РСФСР, СССР) — российский ученый в области информационно-измерительной техники, метрологии, нано и микроэлектроники. Доктор технических наук, профессор. Заведующая кафедрой «Информационно-измерительная техника и метрология» Пензенского государственного университета (с 2018 года).
Заместитель директора Политехнического института Пензенского государственного университета (с 2019 года). Секретарь научно-технического совета ПГУ (с 2016 года). Руководитель научно-педагогической школы «Информационно-измерительные средства и системы» ПГУ (с 2018 года).

## Биография
Родилась 7 октября 1973 года в г. Пензе.
С отличием окончила Пензенский государственный университет в 1995 г. по специальности «Метрология, стандартизация и управление качеством» с присвоением квалификации «инженер — метролог — электроник».
В 2016 г. с отличием окончила магистратуру НИУ «Высшая школа экономики» (Москва) по направлению подготовки «Менеджмент», магистерская программа «Управление в высшем образовании».

## Научная деятельность
В 1999 году защитила диссертацию на соискание ученой степени кандидата технических наук на тему «Разработка и исследование методов автоматизированных измерений электрических свойств сегнетоэлектриков», в 2010 г. — диссертацию на соискание ученой степени доктора технических наук по специальности 05.11.01 — Приборы и методы измерения (по видам измерений). Стаж научно-педагогической деятельности — более 10 лет, ученое звание доцента (2007 г.).
Руководитель более 10 НИР, выполненных в рамках гранта Президента Российской Федерации для государственной поддержки молодых российских ученых — кандидатов наук (2007—2008 г.); гранта Президента Российской Федерации для государственной поддержки молодых российских ученых — докторов наук (2011—2012 г.); четырех грантов РФФИ (с 2018 г. по настоящее время), ряда хоздоговоров с АО «НИИФИ», ООО "Промышленно-коммерческая фирма «Полёт», ООО НПФ «Круг», ООО «РОДЕ и ШВАРЦ РУС» и др.
Осуществляет руководство аспирантами по специальностям 05.11.01, 05.11.14, 05.11.16, 05.11.17.
Заместитель главного редактора журнала РИНЦ «Инжиринг и технологии» (с 2015 г. по настоящее время.); член редколлегий 2-х журналов, входящих в перечень ВАК («Измерение. Мониторинг. Управление. Контроль», «Модели, системы, сети в экономике, технике, природе и обществе», с 2015 г. по настоящее время).
Член диссертационных советов Д 212.186.02, ДС 212.015.01.
Председатель организационного комитета международной научно — технической конференции «Методы, средства и технологии получения и обработки измерительной информации» с конкурсами научных проектов для студентов, аспирантов и молодых ученых (с 2018 г. по настоящее время).
Приказом Министерства науки и высшего образования от 2 мая 2023 г. № 965/нк присвоено ученое звание профессора по научной специальности «2.2.4 — Приборы и методы измерения».

## Избранные публикации
Автор более 250 научных и учебно-методических работ, в том числе двух монографий, 5 учебных пособий; более 37 статей, рецензируемых в международных базах цитирования Scopus, WoS; патента на изобретение, ноу-хау, автор 14 свидетельств на программы для ЭВМ и базы данных.
- Pecherskaya E., Artamonov D., Zinchenko T. The properties study of transparent conductive oxides (TCO) of tin dioxide (ATO) doped by antimony obtained by spray pyrolysis // AIMS Materials Science, 2019. № 6 (2), pp. 276–287.
- Pecherskaya E., Artamonov D., Golubkov P., Karpanin O., Safronov M., Zinchenko T. Development of Theoretical Foundations of the Controlled Synthesis of Multifunctional Coatings by the Micro-Arc Oxidation Method. Conference of Open Innovation Association, FRUCT, 2020, pp. 91–101.
- Pecherskaya E.A., Golubkov P.E., Zinchenko T.O., Artamonov D.V., Gerasimova Y.E., Rozenberg N.V. Electrophysical Model of the Micro-Arc Oxidation Proces // Russian Physics Journal. 2020. № 62 (11), pp. 2137–2144.
- Pecherskaya E., Golubkov P., Zinchenko T. An Intelligent Automated Control System of Micro Arc Oxidation Process // Lecture Notes in Electrical Engineering. 2020. № 641, pp. 1053–1061.
- Pecherskaya E., Artamonov D., Zinchenko T., Golubkov P., Kozlov G., Shepeleva Y. Automated Spectrophotometer Control System // Procedia Computer Science. 2020. № 167, pp. 477–486.
- Pecherskaya E.A., Golubkov P.E. Artamonov D.V., Gromkov N.V., Zinchenko T.O., Kochegarov I.I. Method for measuring the oxide coating thickness in the micro-arc oxidation process // Proceedings of 22nd International Conference on Soft Computing and Measurements. 2019, pp. 204–207.
- Pecherskaya E.A., Shamin A.A., Nikolaev K.O., Zinchenko T.O., Shepeleva Y.V., Golovyashkin A.A. Quality Control of Technological Processes of Manufacturing Functional Solar Cells Layers Based on Hybrid Organic-Inorganic Perovskites //International Seminar on Electron Devices Design and Production, SED 2019 — Proceedings. 2019, p. 8798441.
- Pecherskaya E., Golubkov P., Karpanin O., Safronov M., Shepeleva J., Bibarsova A. Intelligent automated system of controlled synthesis of MAO-coatings // Conference of Open Innovation Association, FRUCT. 2019, pp. 96–103.
- Pecherskaya E.A., Nikolaev K.O., Shamin A.A. Influence of technological parameters on the energy efficiency of oxide solar cells //International Conference of Young Specialists on Micro/Nanotechnologies and Electron Devices. 2018, pp. 19–21.
- Печерская Е. А., Артамонов Д. В., Голубков П. Е., Зинченко Т. О., Герасимова Ю. Е., Розенберг Н. В. Электрофизическая модель процесса микродугового оксидирования // Известия высших учебных заведений. Физика. 2019. Т. 62. № 11 (743). С. 166—171.

## Награды
- Почетная грамота Законодательного Собрания Пензенской области (2013);
- научная стипендии Губернатора Пензенской области (2010) — «за научные исследования и выдающийся вклад в развитие отечественной науки и техники».